# Чернышёв, Фёдор Дмитриевич
Фёдор Дмитриевич Чернышёв (псевдонимы: Ф. Туркин, Ф. Холмов, Ф. Д. Холмогорский; 19 января 1886, Тамбовская губерния — 17 июня 1937, Москва) — эсер, террорист, делегат Всероссийского Учредительного собрания.

## Биография
Родился 19 января 1886 года в селе Малые Алабухи, Борисоглебский уезд Тамбовской губернии, в семье крестьянина Дмитрия Чернышёва. После окончания местного приходского училища, поступил в Тамбовский учительский институт, но был исключен за хранение революционной литературы.
Вступил в Партию социалистов-революционеров в 1904 году, после чего начал вести пропаганду среди крестьян Борисоглебского уезда. Был арестован и приговорен судом к высылке в Томскую губернию, но бежал.
В апреле 1906 года убил казачьего офицера Абрамова, предположительно истязавшего Марию Спиридонову после её ареста. В 1907 году был арестован в Борисоглебске и выслан в Архангельскую губернию, откуда скрылся в 1908.
После этого нелегально проживал в Москве, скрываясь от охранки. Под псевдонимами ("Туркин", "Холмов") издал ряд брошюр по естествознанию (для детей) и по сельскому хозяйству. Затем эмигрировал.
Вернулся в Россию уже после Февральской революции. Был избран членом Тамбовского губернского земельного комитета и губкома ПСР, а также организовал газету «Дело деревни». В 1917 году избрался в члены Учредительного собрания по Тамбовскому избирательному округу от эсеров и Совета крестьянских депутатов (список № 1). 5 января 1918 года стал участником единственного заседания Учредительного Собрания.

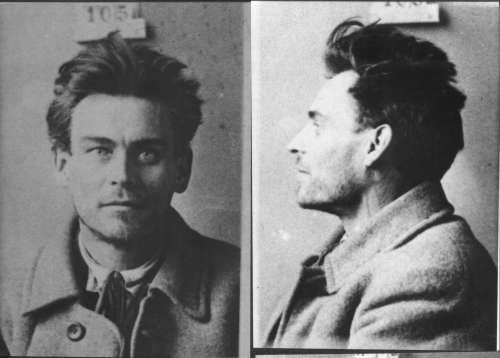
Ф. Д. Чернышёв в советской тюрьме, ок. 1920.

В 1918 году примкнул к КОМУЧу, став его членом, участвовал в Уфимском государственном совещании. Был арестован в Тамбове в 1920 году и сослан в Череповец на 2 года. В 1922-24 годах нелегально жил в Болшево (поселок Старые Горки) под Москвой. Вновь был арестован (1924) и содержался в тюрьмах Ярославля и Суздаля, пока в 1927 году не был сослан на 3 года в Обдорск.
После этого устроился экономистом отдела культуры Главсевморпути, писал книги о жизни животных для детей. Снова оказался в тюрьме в 1936 году и был осужден Военной коллегией Верховного суда СССР по обвинению в терроризме («участии в антисоветской повстанческой террористической организации»): приговорен к расстрелу. Приговор был приведен в исполнение 17 июня 1937 года. Реабилитирован в 1956 году.

## Произведения
- Ф. Д. Чернышёв, «Тайгой» — об истории побега ссыльных революционеров из Сибири (не опубликована).